# Música cañonera
La música cañonera es un género o forma interpretativa que nace en Caracas y en las grandes ciudades de Venezuela a finales del siglo XIX y comienzos del siglo XX. Es considerada la primera expresión musical urbana del país y la auténtica expresión musical de la capital, música caraqueña.
Es una expresión auténticamente popular y fue rechazada, en sus inicios, por la alta sociedad al ser considerada como una música "baja" y ordinaria. Particularmente rechazado fue uno de los ritmos que interpretaban, el merengue caraqueño, el cual se bailaba muy pegado, "puliendo hebilla".
Hay dos tipos de conformaciones en los grupos cañoneros: los serenateros, integrados por instrumentos como el  cuatro, la guitarra, la mandolina, el violín. Y los mabileros que usaban la trompeta, el saxo, el trombón, el redoblante.
Hay quienes lo consideran una especie de dixieland criollo, por la dotación, las características de los ambientes donde nace, y porque en una de sus variantes, los músicos interpretan una vuelta de la melodía y luego empiezan a improvisar, para cerrar repitiendo la melodía original. 
La primera agrupación en grabar este tipo de música fue el grupo Los Criollos, quienes editaron varios discos. En 1946 nace el grupo Los Antaños del Stadium, que es la agrupación más antigua en este género.
Otros grupo que interpretan esta música son Los Cañoneros, Cañón Contigo, Rucaneo del Mabil, José y su Vente Tú.
Los ritmos que se interpretan en la música cañonera son el merengue venezolano, el pasodoble caraqueño. el vals y el joropo.